# François Houllier
Pour les articles homonymes, voir Houllier.
François Houllier, né le 24 février 1959 à Paris, est un biologiste français. Son domaine de recherche est la modélisation en écologie et biologie végétale, et l'évaluation des ressources.
Il a exercé plusieurs responsabilités importantes dans le système de recherche français. Il a en particulier présidé l'INRA de 2012 à 2016, après en avoir été le directeur général délégué. Il a ensuite présidé l'université Sorbonne-Paris-Cité de 2017 à 2018. Il est depuis septembre 2018 président de l'Ifremer.

## Biographie

### Formation professionnelle et de chercheur
François Houllier est diplômé de l'École polytechnique (promotion X 1978) et de l'École nationale du génie rural, des eaux et des forêts (ENGREF) en 1983. Il a reçu une habilitation à diriger des recherches à l'université Claude-Bernard-Lyon-I en 1992, après avoir obtenu un DEA en biologie cellulaire et moléculaire et un doctorat en biométrie forestière dans la même université en 1986.
Ses publications ont principalement porté sur la modélisation des plantes et des systèmes écologiques, et la biométrie forestière, notamment au service de l'inventaire forestier national (IFN).

### Responsabilités d'encadrement scientifique
François Houllier a commencé sa carrière comme chef de projet en évaluation des ressources naturelles forestières à l'IFN (Inventaire forestier national) de 1985 à 1988, puis comme professeur à l'Engref (École nationale du génie rural, des eaux et des forêts) de 1988 à 1994.
Il a ensuite été :
- Directeur de l'Institut français de Pondichéry (Inde, de 1994 à 1997)[1]
- Directeur de l'unité mixte de recherches CIRAD - CNRS - INRA - IRD - Université de Montpellier II« Botanique et bioinformatique de l'architecture des plantes » (1998 - 2002) [1]
- Chef du département INRA « Forêts et milieux naturels » de 2001 à 2004[1]
- Chef du département INRA « Écologie des forêts, prairies et milieux aquatiques[4] » de 2004 à 2005[1]
- Directeur scientifique « Plante et produits du végétal » de l'Inra de 2005 à 2009[1]
- Directeur Général Délégué Science de l'Inra de 2010 à 2012[1]
- Président-Directeur Général de l'Inra de 2012[1] à 2016[5] (prédécesseur : Marion Guillou ; successeur : Philippe Mauguin)
- Président de l'Université Sorbonne-Paris-Cité de mars 2017[6] à septembre 2018[7]

Il est aussi ou a été :
- Président par intérim d'AllEnvi, l'alliance nationale de coordination des recherches pour l'environnement (alimentation, eau, climat, territoires) (depuis mars 2012)[1]
- Président du groupement d'intérêt public (GIP) Écosystèmes forestiers (GIP ECOFOR) (depuis 2009)[1]
- Président du Comité d'orientation stratégique du groupement d'intérêt scientifique Génoplante (2010-2011) puis du groupement d'intérêt scientifique Biotechnologies vertes (depuis 2011)[1]
- Président du conseil scientifique et technique de l'Institut français de la vigne et du vin (depuis 2005)[1]
- Président du Conseil d'administration de l'European Forest Institute (2004).

### Présidence de l'INRA
Après avoir été auditionné par les Commissions des Affaires économiques de l’Assemblée nationale et du Sénat (comme le demande la loi du 23 juillet 2010, qui stipule que les commissions parlementaires compétentes doivent se prononcer sur la nomination de 50 personnalités dont le Président de l’INRA...) il est placé à la tête de l'Institut national de la recherche agronomique (en succession de Marion Guillou) à partir du 27 juillet 2012.
Juste avant son entrée en fonctions, François Houllier annonce vouloir y « continuer à améliorer la qualité, l’impact et la diversité des productions scientifiques de l’Inra. Pour préserver le leadership scientifique de l’Institut, il veillera à garantir ses compétences dans leur diversité et à renforcer son attractivité vis-à-vis des jeunes chercheurs. Il développera la capacité de programmation de cet organisme, grâce à laquelle l’Inra a su par le passé prendre les grands tournants d’origine scientifique, technologique, sociétale ou environnementale ».
Il insiste aussi sur la place de l'INRA dans le monde, voulant poursuivre « l’internationalisation de l’Inra, tout en maintenant son engagement déterminant dans l’Europe de la recherche » en jugeant prioritaire « le dialogue et l’interaction avec nos partenaires, avec les acteurs socioprofessionnels et économiques comme avec les associations et avec tous nos concitoyens ».
Durant ce mandat, il a aussi rendu le 4 février 2016 un rapport commandé par Najat Vallaud-Belkacem (ministère de l’Éducation nationale) et Thierry Mandon (ministère de l'Enseignement supérieur et de la Recherche) sur « Les Sciences participatives en France », rapport construit en trois parties (état des lieux, bonnes pratiques et recommandations) co-écrit avec Jean-Baptiste Merilhou-Goudard, son conseiller à l‘Inra. Ce travail aborde les questions de travail collaboratif pouvant associer citoyens, naturaliste amateurs et éclairés et chercheurs de haut niveau ainsi que les questions de moyens techniques, financiers et réglementaires.
Le rapport « Agriculture - Innovation 2025 », mettant en exergue la recherche de solutions innovantes pour l’agriculture à l'horizon 2025, co-rédigé avec Jean-Marc Bournigal (PDG IRSTEA), Philippe Lecouvey (DG ACTA) et Pierre Pringuet (président AgroParisTech) à la demande des ministres de l'agriculture, de la recherche et du numérique, est lui aussi très remarqué. Ses conclusions et recommandations ont fondé une partie des orientations scientifiques des établissements de recherche et d'enseignement supérieur dans le domaine de l'agriculture et de la nutrition, notamment l'INRA dans ses orientations #Inra2025.
Mi-2016, alors qu’il postule au renouvellement de son poste, une polémique est soulevée à l’occasion de son remplacement possible par un candidat non scientifique (Philippe Mauguin, néanmoins diplômé d’AgroParisTech, mais aussi des Eaux et Forêt) que des acteurs de la recherche agronomique et scientifique jugent « parachuté » à ce poste. C'est ce dernier qui est nommé à la présidence de l'INRA à compter du 27 juillet 2016 malgré un vote relativement serré au Sénat.

### Présidence de l'université Sorbonne-Paris-Cité
Il est nommé président de l'Université Sorbonne-Paris-Cité en mars 2017. Le principal objectif qui lui est assigné est le retour de l'USPC dans le dispositif des Initiatives d'Excellence (IdEx), ce qui est effectif en 2018 avec le projet Université de Paris. 

### Présidence de l'Institut français de recherche pour l'exploitation de la mer (IFREMER)
Il est nommé président de l'Ifremer par décision du conseil des ministres du 19 septembre 2018.

## Prix et récompenses
- Membre depuis 2015 de l'Académie d'agriculture de France (AAF) dans la section « Forêts et filière bois »[16]
- Membre depuis 2017 de l'Académie des technologies[17]
- Chevalier de la Légion d'Honneur (promotion juillet 2018)[18]

## Publications et co-publications
- avec J. Bouchon, Une brève histoire de la modélisation de la production des peuplements forestiers : place des méthodes architecturales, Colloques de l'INRA (France) no 74, 1995
- J. Buongiorno, J. L. Peyron, F. Houllier, M. Bruciamacchie, Growth and management of mixed-species, uneven-aged forests in the French Jura: implications for economic returns and tree diversity, Forest science, 41(3), 1995, 397-429.
- T. Castel, F. Guerra, Y. Caraglio, F. Houllier, Retrieval biomass of a large Venezuelan pine plantation using JERS-1 SAR data. Analysis of forest structure impact on radar signature, Remote Sensing of Environment, 79(1), 2002, 30-41 (résumé).
- P. H. Cournède, A. Mathieu, F. Houllier, D. Barthélémy, P. De Reffye, Computing competition for light in the GreenLab model of plant growth: a contribution to the study of the effects of density on resource acquisition and architectural development, Annals of Botany, 101(8), 2008, 1207-1219.
- C. Deleuze, F. Houllier, A transport model for tree ring width, 1997.
- C. Elouard, F. Houllier, J. P. Pascal, R. Pelissier, B. R. Ramesh, Dynamics of the dense moist evergreen forests. Long term monitoring of an experimental station in Kodagu (Karnataka, India), 1997.
- J. N. Fonweban, F. Houllier, Eucalyptus saligna au Cameroun: Tarif de peuplement et modèle de production. Bois et forêts des tropiques, (253), 1997, 21-36 (Résumé).
- J. C. Gégout, J. C. Hervé, J. C., F. Houllier, J. C. Pierrat, Prediction of forest soil nutrient status using vegetation, Journal of Vegetation Science, 14(1), 2003, 55-62.
- Biotechnology: bring more rigour to GM research, Nature, 491(7424), 2012, 327-327.
- F. Houllier, C. Millier, Dynamique des peuplements de forêt dense humide: dialogue entre écologues, expérimentateurs et modélisateurs, Revue d'écologie, 1995, Modélisation des systèmes forestiers.
- A propos des modèles de la dynamique des peuplements hétérogènes: structures, processus démographiques et mécanismes de régulation, Revue d'écologie, 1995.
- F. Houllier, J. C. Pierrat, Application des modèles statistiques spatio-temporels aux échantillonnages forestiers successifs, Canadian Journal of Forest Research, 22(12), 1988-1995 (Résumé).
- F. Houllier, J. M. Leban, F. Colin, Linking growth modelling to timber quality assessment for Norway spruce, Forest Ecology and Management, 74(1), 1995, 91-102.
- Comparaison de courbes et de modèles de croissance. Choix d'une distance entre individus, Statistique et analyse des données, 12(3), 1987, 17-36.
- Échantillonnage et modélisation de la dynamique des peuplements forestiers. Application au cas de l'inventaire forestier national, In Annales des Sciences Forestières (Vol. 44, no 2, 1987, p. 265–266), EDP Sciences (résumé).
- S. Gourlet-Fleury, F. Houllier, Modelling diameter increment in a lowland evergreen rain forest in French Guiana, Forest Ecology and Management, 131(1), 2000, 269-289 (Résumé).
- C. Gimaret‐Carpentier, R. Pélissier, J. P. Pascal, F. Houllier, Sampling strategies for the assessment of tree species diversity, Journal of Vegetation Science, 9(2), 1998, 161-172
- P. de Reffye, T. Fourcaud, F. Blaise, D. Barthélémy, F. Houllier, A functional model of tree growth and tree architecture, 1997
- B. Riera, R. Pélissier, F. Houllier, « Caractérisation d'une mosaïque forestière et de sa dynamique en forêt tropicale humide sempervirente1 », in Biotropica, 1998, 30(2), p. 251-260 [PDF]